# Crocidura shantungensis
Crocidura shantungensis — вид ссавців з родини мідицевих (Soricidae).

## Опис
Довжина голови й тулуба приблизно від 5.1 до 6.5 сантиметрів. Хвіст досягає довжини від 35 до 43 міліметрів і є порівняно коротким і становить приблизно 70% довжини голови та тіла; він дуже широкий біля основи і звужується до кінчика хвоста, а також має численні тактильні щетинки. Задня лапа має довжину від 10 до 13 міліметрів. Шерсть на спині темно-коричнево-сіра з дещо сірішим черевом, приблизно світліше, ніж у C. wuchihensis.

## Поширення
Країни проживання: Китай (Шаньдун), Японія, Корейська Народно-Демократична Республіка, Російська Федерація, Тайвань. Завдяки такому широкому ареалу цей вид був зареєстрований у різноманітних місцях існування. У західній частині поширення зустрічається в напівпустельних луках, а далі на північ займає степові біотопи, а також південну окраїну хвойних і змішаних широколистяних лісів. У південно-центральній частині свого ареалу він зустрічається в гірських лісах, тоді як уздовж південно-східного краю він займає сильно сільськогосподарську долину річки Янцзи. В Японії мешкають на берегах річок, чагарниках навколо оброблюваних земель і передгір'ях.